# 城关镇 (台前县)
城关镇，是中华人民共和国河南省濮阳市台前县下辖的一个乡镇级行政单位。

## 行政区划
城关镇下辖以下地区：
台前村、崔苏村、姜楼村、刘庙村、曹杨韩村、丁李村、李皮匠村、于庙村、油坊村、后三里村、长刘村、姜岗村、赵楼村、刘粗腿村、徐岭东村、徐岭西村、高掌东村、高掌西村、聂庄村、前三里村、尚庄村、荆石满村、高庙东村、高庙西村、解庄村、刘家楼村、前王楼村、老庄村、城关第一类似社区、城关第二类似社区、城关第三类似社区、城关第四类似社区和城关第五类似社区。

## 交通
- 京九铁路：台前站